# 台湾刺剑水蚤
台湾刺剑水蚤（学名：Acanthocyclops formosanus）为剑水蚤科刺剑水蚤属的动物，是台灣的特有物种。分布于台湾岛等地，常栖息于小型水体中。
其种加词“formosanus”意为“台湾的”。